# Natrag Na Voz
Natrag Na Voz („Wieder im Zug“) ist das dritte Studioalbum der Rockpop-Band Zana aus dem ehemaligen Jugoslawien. Es wurde im Jahr 1983 von der Plattenfirma Jugoton veröffentlicht.

## Informationen zum Album
Die meisten Liedtexte wurden von der serbischen Songwriterin Marina Tucaković geschrieben. Das bekannteste Lied des Album ist Jabuke i vino („Äpfel und Wein“), von Marina Tucaković geschrieben und als Duett gesungen von Zana Nimani und Željko Bebek. Nach einigen personellen Umbesetzungen in der Band (unter anderem war der Bassist Miloš Stojisavljević Cajger als neues Mitglied hinzugekommen) fanden die Aufnahmen – wie bereits beim zweiten Album der Band – im Tiva Recording Studio im schwedischen Torsby statt. Der Produzent war erneut der in Schweden lebende, aus Kroatien stammende Tihomir „Tini“ Varga. Die Veröffentlichung erfolgte am 23. November 1983. Das Musikvideo zu Jabuke i vino wurde von Zoran Amar produziert.

## Lieder
1. Natrag Na Voz
2. Komplimenti
3. Fizičko-psihički
4. Nisi više beba
5. Jabuke i vino
6. Mladiću moj
7. Probudi me
8. Ujutru u sedam
9. Osećam i znam